# Фусланд (Илиноис)
Фусланд (енгл. Foosland) град је у америчкој савезној држави Илиноис.

## Демографија
По попису из 2010. године број становника је 101, што је 11 (12,2%) становника више него 2000. године.
| Група             | 2000.       | 2010.      |
| Белци             | 90 (100,0%) | 98 (97,0%) |
| Афроамериканци    | 0 (0,0%)    | 1 (1,0%)   |
| Азијати           | 0 (0,0%)    | 0 (0,0%)   |
| Хиспаноамериканци | 0 (0,0%)    | 1 (1,0%)   |
| Укупно            | 90          | 101        |